# Evangelische Kirche Hausen

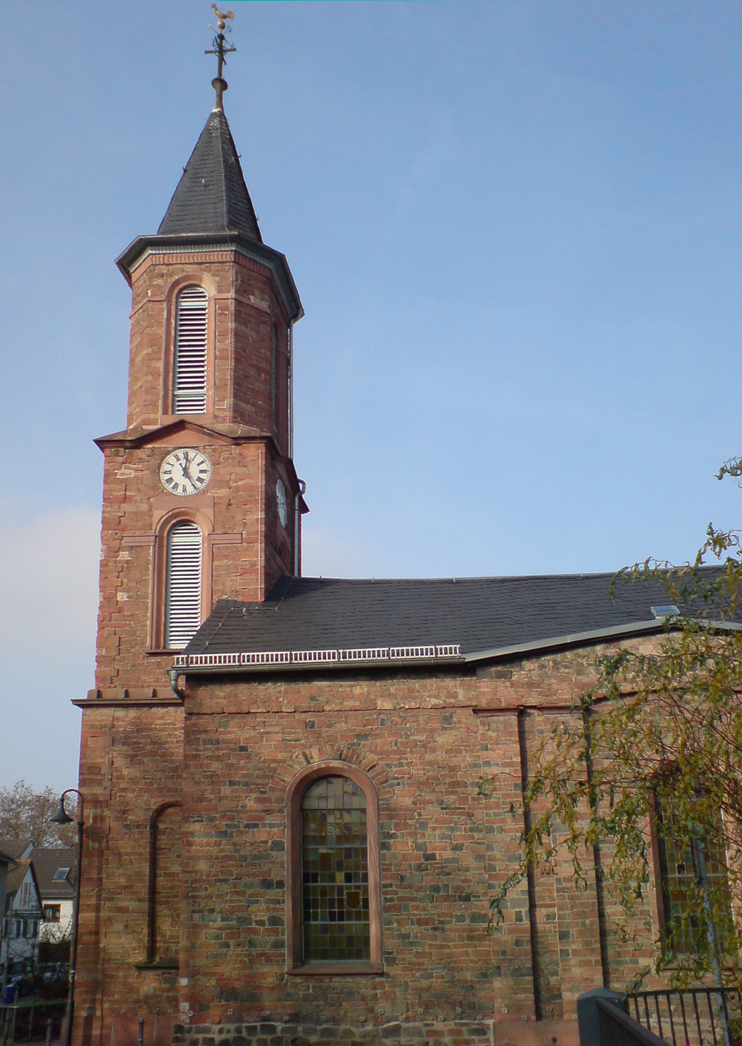
Hausener Kirche

Die Evangelische Kirche Hausen befindet sich im Frankfurter Stadtteil Hausen und ist ein hessisches Kulturdenkmal im Stil des Klassizismus.

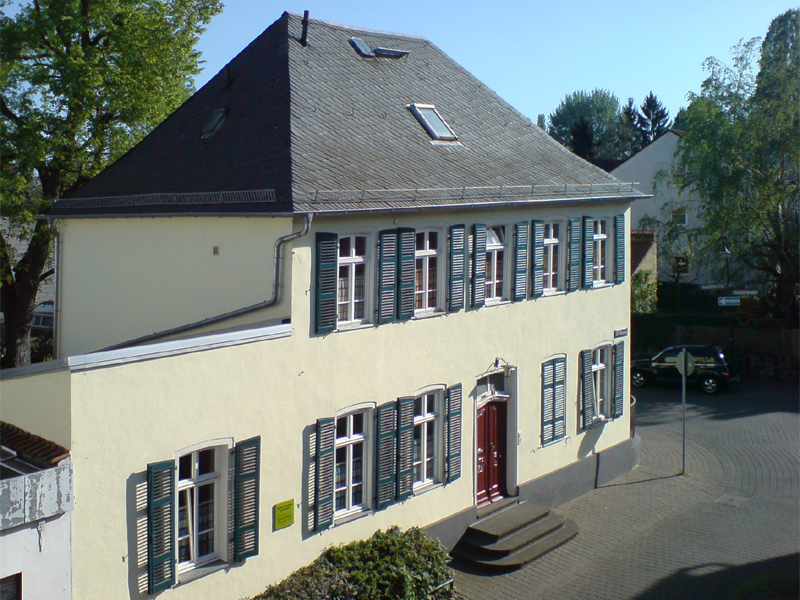
Pfarrhaus

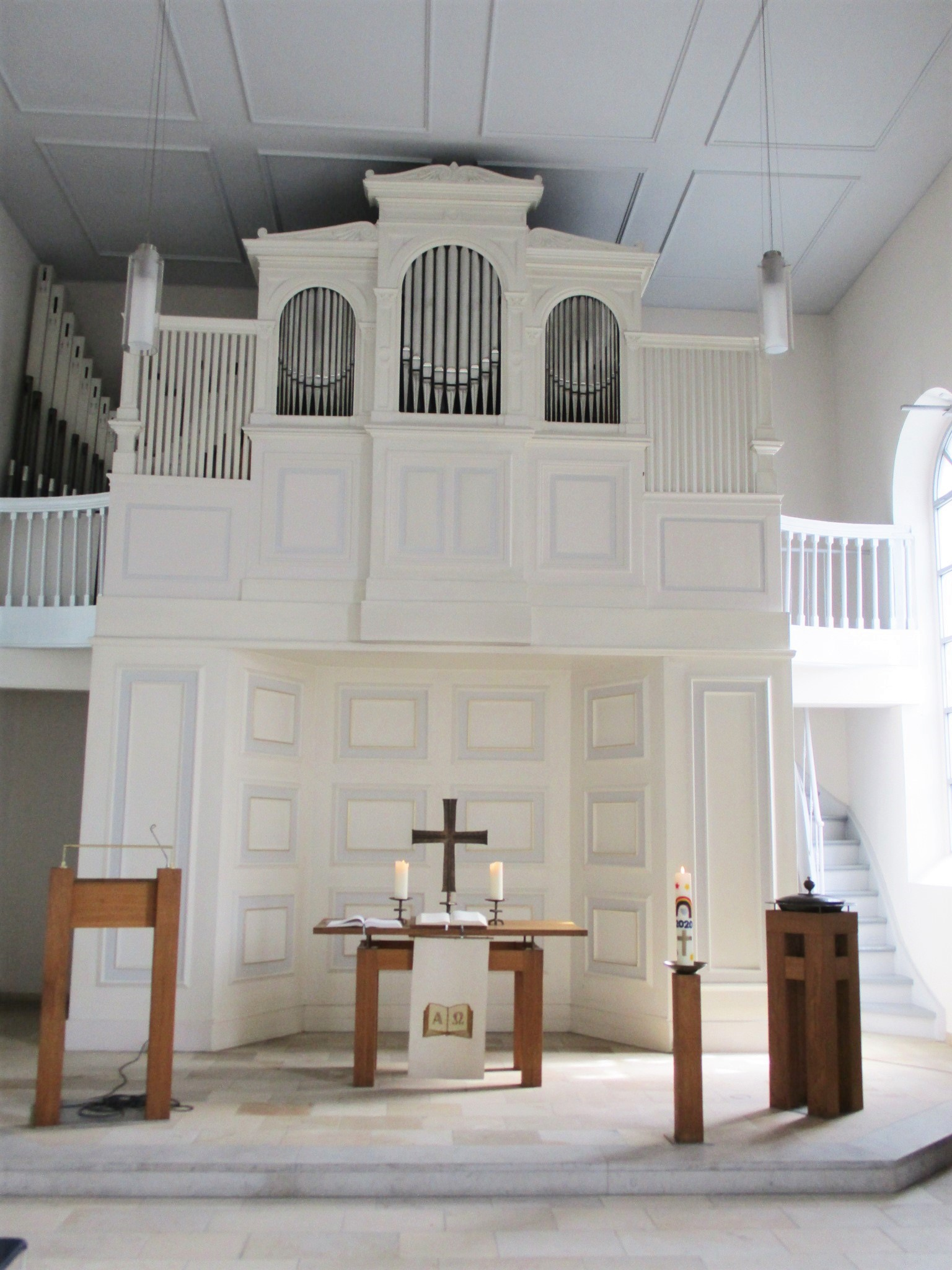
Altarraum mit Orgel

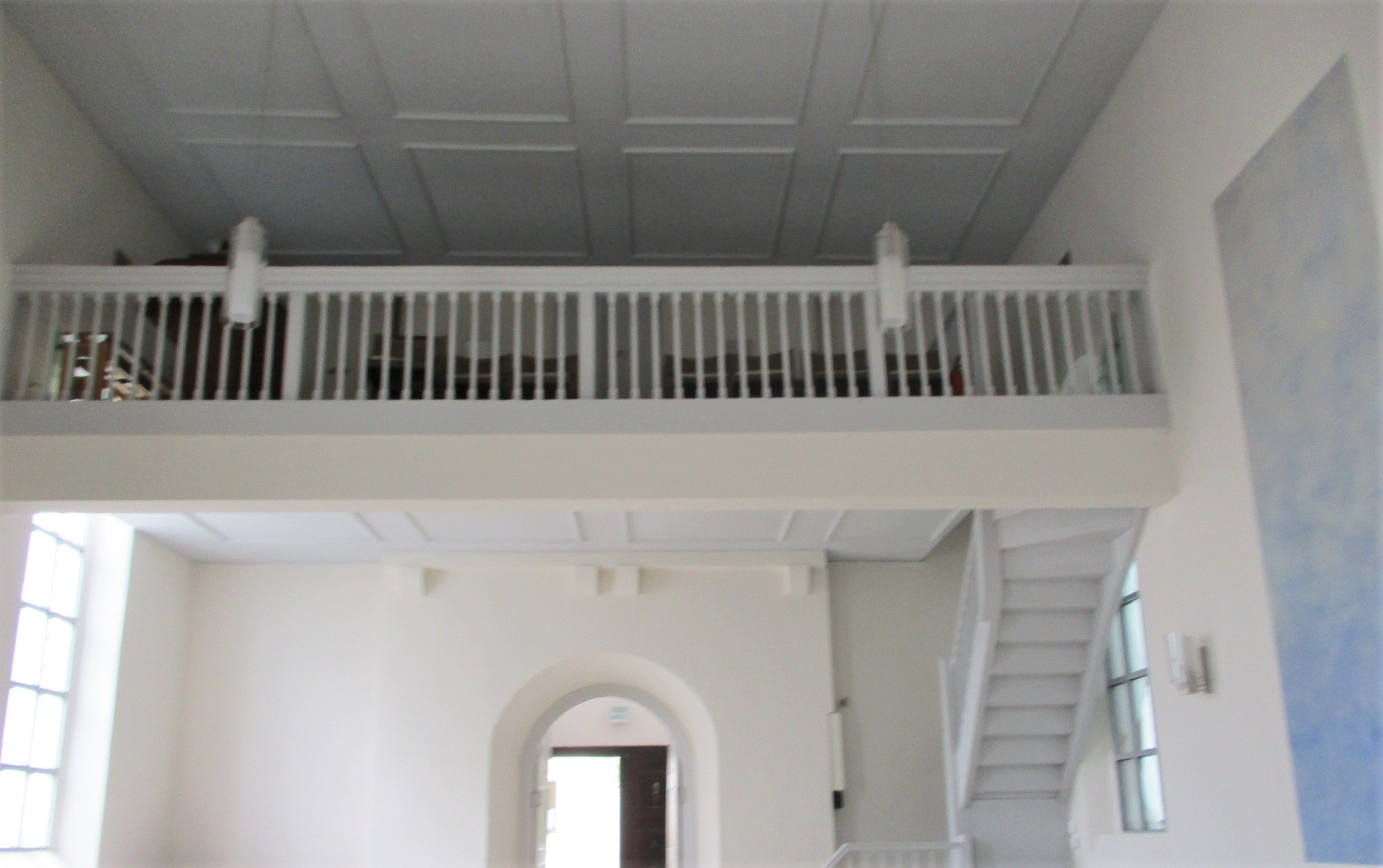
Blick zum Haupteingang mit Empore

## Geschichte
Hausen wurde im Jahr 1132 erstmals erwähnt. Die Stadt Frankfurt kaufte das Dorf im Jahr 1428 von den Herren von Praunheim. Der Ort gehörte aber als Filiale weiterhin dreieinhalb Jahrhunderte zum Kirchspiel Praunheim. In dieser Zeit kam es immer wieder zu Auseinandersetzungen zwischen den drei Parteien. Seit 1772 war die Frankfurter Kirchenbehörde, das Konsistorium, für Hausen zuständig. Es schuf eine neue Pfarrstelle, sodass am 12. Juli 1772 der erste evangelische Gottesdienst in Hausen gefeiert wurde, der im Schulhaus stattfand, da es noch keine Kirche gab. D
ie vermögende Stadt, die auch für die Wohnung des Pfarrers zuständig war, errichtete bereits 1775 bis 1776 in Hausen ein Pfarrhaus. Der Barockbau überdauerte die Zeit und steht heute unter Denkmalschutz. Für den Bau einer Kirche vergingen knapp vierzig Jahre, ehe die arme Hausener Gemeinde 1813 eine einfache Kirche errichtete. Sie war bereits nach wenigen Jahrzehnten baufällig und wurde 1851 durch die spätklassizistische Kirche ersetzt. Sie wurde nach Plänen des Bockenheimer Maurermeisters Brandt errichtet und 1852 fertiggestellt. Kanzel und Altar wurden von der alten Kirche übernommen. Die Frankfurter Familien Bethmann, Metzler und De Neufville beteiligten sich finanziell an dem Bau. Im Zweiten Weltkrieg wurde die Kirche bei den Luftangriffen auf Frankfurt am Main schwer beschädigt und in den Jahren 1950 bis 1951 wiederaufgebaut.

## Architektur
Im Ortskern von Hausen liegt die Kirche an einer Aufweitung der Hausener Obergasse und der Straße Alt-Hausen. Der Fassadenturm auf der westlichen Eingangsseite der Saalkirche prägt das Ortsbild. Das neun Meter schmale und knapp zwanzig Meter lange Gebäude hat eine steinsichtige Fassade aus grob behauenem rotem Sandstein und dunkler Basaltlava. Der Turm hat einen quadratischen Grundriss, der oberhalb der Uhr in eine oktogonale Form übergeht und von einer gleichermaßen geformten, spitzen Haube gedeckt ist. Das Walmdach ist mit Schiefer gedeckt. Über dem Eingangsportal ist ein kreisrundes Fenster angeordnet. Rundbogenfenster und Pilaster mit Tympanon gliedern die Fassaden.

## Innenausstattung und Orgel
Der Innenraum ist geprägt von der Orgel über dem Altar. Die Rückwand hinter dem Altar gestaltete Caroline Cornill-Dechent aus Metall. Das Taufbecken und die Lampen wurden von den Kunstwerkstätten Klemisch in Offenbach hergestellt. Die Orgel stammt aus der zweiten Hälfte des 19. Jahrhunderts und wurde von Daniel Raßmann gefertigt. Das Instrument mit neun Registern wurde 1960 von Heinrich Voigt und 1972 von Werner Bosch Orgelbau umgebaut und verfügt heute über 14 Register und zwei Manuale.

## Glocken
Die drei Glocken wurden 1965 von der Glocken- und Kunstgießerei Rincker hergestellt.
| Nr. | Nominal | Gewicht | Spruch                                                              |
| 1   | d2      | 226 kg  | Gott Heiliger Geist                                                 |
| 2   | e2      | 156 kg  | Beweis dein Macht, Herr Jesus Christ, der du Herr aller Herren bist |
| 3   | g2      | 122 kg  | Erhalt uns Herr, bei deinem Wort                                    |